# Premio Compasso d'oro 1987
Il premio Compasso d'oro 1987 è stata la 14ª edizione della cerimonia di consegna del premio Compasso d'oro.

## Giuria
La giuria era composta da:
- Angelo Cortesi
- Rodolfo Bonetto
- Marino Marini
- Cara Mc Carty
- Philippe Starck
- Antonio Barrese

## Premiazioni

### Compasso d'oro
| Designer                                              | Prodotto                                                          | Azienda                     | Immagine |
| ----------------------------------------------------- | ----------------------------------------------------------------- | --------------------------- | -------- |
| Richard Sapper                                        | Sistema di mobili per ufficio Dalle nove alle cinque              | Castelli                    |          |
| Foster + Partners                                     | Sistema di tavoli e scrivanie per ufficio Nomos                   | TECNO                       |          |
| Zanotto-Di Dato-Nautilus Associati                    | Scarpa per alpinismo AFS 101                                      | Asolo S.p.A.                |          |
| Pasqui & Pasini Associati                             | Telefono addizionale Cobra                                        | Italtel Telematica          |          |
| Enzo Mari                                             | Sedia Tonietta                                                    | Zanotta                     |          |
| Giuseppe Raimondi                                     | Sedia da soggiorno Delfina                                        | Bontempi S.p.A.             |          |
| Antonio Citterio                                      | Sistema di sedute Sity                                            | B&B Italia                  |          |
| Luciano Pagani e Angelo Perversi                      | Libreria sistema HookSystem                                       | Joint s.r.l                 |          |
| Anna Castelli Ferrieri                                | Sedia sovrapponibile 4870                                         | Kartell                     |          |
| Caringola, Corretti, Prampolini                       | Utensili Forbici per bonsai                                       | ISIA di Roma                |          |
| Centro Ricerche Abet Laminati                         | Laminati decorativi HPL Diafos                                    | Abet Laminati               |          |
| Pierluigi Spadolini                                   | Unità abitativa pronto impiego MPL Modulo Pluriuso                | Edil.Pro                    |          |
| Peppe Di Giuli e Ufficio progetti del Comune di Terni | Arredo urbano per la Città di Terni                               | Comune di Terni             |          |
| Zaccai Design con Design Continuum                    | Analizzatore di coagulazione ACL/Automated Coagulation Laboratory | Instrumentation Lab. S.p.a. |          |
| Giovanni Baule e Vando Pagliardini                    | Linea Grafica, rivista di grafica e comunicazione visiva          | Azzurra Editrice srl        |          |
| Ezio Manzini                                          | Libro La materia dell'invenzione                                  | Arcadia                     |          |

### Premi alla carriera
- Andrea Branzi
- Alberto Rosselli
- Officina Alessi
- Vortice Elettrospeciali s.p.a.
- Cosmit